# Jean Emmanuel Ouédraogo
Rimtalba Jean Emmanuel Ouédraogo (Ouagadougou, 26 de dezembro de 1980) é um jornalista, apresentador e político burquinense que atua como o 17º primeiro-ministro de Burquina Faso desde dezembro de 2024.

## Biografia
Ouédraogo estudou na Universidade de Ouagadougou, obtendo um bacharelado em sociologia e um mestrado em mediação e gestão de conflitos. Ouédraogo concluiu o exame para o Instituto de Tecnologia e Ciências da Informação em 2006.
Ouédraogo trabalhou como editor-chefe e depois diretor da Radio Télévision du Burkina de 2016 a 2021. Ele apresentou vários programas, incluindo "Sur la Brèche".

## Carreira política
Após o golpe de estado de Burkina Faso em setembro de 2022, Ouédraogo foi nomeado para o cargo de Comunicação, Cultura, Artes e Turismo e foi nomeado porta-voz do governo Apollinaire J. Kyélem de Tambèla de 2022 a 2024. Como ministro da Comunicação, Ouédraogo foi responsável pela suspensão de várias emissoras de rádio e TV francesas, incluindo a Radio France Internationale, Jeune Afrique, e Le Monde. A France 24 foi especificamente suspensa por exibir uma entrevista com Abu Ubaidah Youssef al-Annabi, o líder da Al-Qaeda no Magreb Islâmico, com o qual o governo de Burkina Faso está em guerra.
Após a remodelação do gabinete em dezembro de 2023, Ouédraogo também foi nomeado um dos ministros de estado do governo.
Ouédraogo foi nomeado para o cargo de primeiro-ministro em 7 de dezembro de 2024 depois que o presidente Ibrahim Traoré dissolveu o governo anterior em 6 de dezembro de 2024.

## Prêmios
Em 8 de dezembro de 2023, Ouédraogo foi condecorado com a Ordem do Garanhão.